# Гарсия Леон, Херардо
Херардо Гарсия Леон ((исп. Gerardo García León), также известный как просто Херардо; 7 декабря 1974, Севилья) — испанский футболист и футбольный тренер.

## Биография

### Клубная карьера
Воспитанник клуба «Реал Мадрид». Профессиональную карьеру начинал в фарм-клубе «Реал Мадрид Б», за который в период с 1992 по 1995 год сыграл 55 матчей и забил 6 голов в испанской Сегунде, а также провёл несколько матчей за «Реал Мадрид C». За основной состав «Реала» не играл. Покинув команду, Херардо продолжил выступать в Сегунде, отыграв по одному сезону за клубы «Леганес», «Льейда» и «Бадахос». Дебютировал в Ла Лиге в сезоне 1998/99 в составе «Вильярреала». В дебютный сезоне в высшей лиге провёл 34 матча и забил 2 гола, но его клуб занял 18 место и по результатам стыковых матчей вылетел в Сегунду.
По ходу следующего сезона Херардо вернулся в Ла Лигу, подписав контракт с «Валенсией». В составе клуба он принял участие в ответном матче полуфинала Лиги чемпионов УЕФА против «Барселоны», а также вышел в стартовом на финальный матч с мадридским «Реалом», в котором «Валенсия» уступила со счётом 0:3.
Во второй части сезона 2000/01 Херардо был отдан в аренду на полгода в клуб «Осасуна». После оокнчания аренды, покинул «Валенсию» и подписал контракт с «Малагой», где провёл пять полноценных сезонов в Ла Лиге, но в последний сезон 2005/06 занял с командой последнее место в лиге, после чего перешёл в другой клуб Ла Лиги «Реал Сосьедад». С новым клубом в сезоне 2006/07 Херардо вновь занял место в зоне вылетела и затем отыграл ещё два сезона за «Реал Сосьедад» в Сегунде. В сезонах 2009/10 и 2010/11 также выступал в Сегунде за клуб «Кордова». Последний сезон на профессиональном уровне провёл в клубе «СД Логроньес» в Сегунде Б, после чего завершил карьеру летом 2013 года.

### Карьера в сборной
В мае 1991 года в составе юношеской сборной Испании стал чемпионом Европы в возрасте до 16 лет. В августе того же года принимал участие в юношеском чемпионате мира, на котором Испания заняла второе место, уступив в финале сборной Ганы (0:1).

### Тренерская карьера
После завершения игровой карьеры, Херардо открыл футбольную школу «Gerardo García León Tiki-taka Football Academy», а также работал тренером юношеских команд в любительском клубе «Комильяс» 12 июня 2019 года был назначен главным тренером женского клуба «Логроньо», выступающего в высшей лиге Испании.

## Личная жизнь
У Херардо трое братьев: старшие Эдуардо (р. 1969) и Мойсес (р. 1971) и младший Мануэль Канделас (р. 1978), все они также стали профессиональными футболистами.

## Достижения
«Валенсия»
- Финалист Лиги чемпионов УЕФА: 1999/2000

Испания-U16/17
- Чемпион Европы (до 16 лет): 1991
- Финалист чемпионата мира среди юношеских команд: 1991